# Rudolf Kuhn (Maler)
Rudolf Kuhn (* 17. August 1893 in Stuttgart; † 1. November 1936 ebenda) war ein deutscher Maler, Grafiker und Glasmaler.

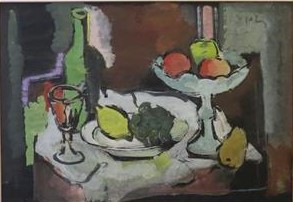
Stillleben mit Zitrone und Obst

## Leben und Werk
Rudolf Kuhn absolvierte von 1916 bis 1918 zunächst eine Ausbildung an der Kunstgewerbeschule Stuttgart. Von 1918 bis 1926 studierte er bei Christian Landenberger und Heinrich Altherr an der Kunstakademie Stuttgart.
Seit 1920 arbeitete Kuhn intensiv mit der Glasmalerwerkstatt Saile in Stuttgart zusammen. 1923 nahm er erstmals an einer Ausstellung der Stuttgarter Sezession teil. 1924 unternahm er mit den Malerfreunden Hermann Bäuerle und Tell Geck eine Studienreise nach Italien. 1930 bezog er zusammen mit Hermann Bäuerle ein eigenes Atelierhaus in Stuttgart-Möhringen.

## Ausstellungsteilnahmen
- 1923, 1924, 1927, 1928, 1929, 1931, 1932, 1947: Stuttgarter Sezession.
- 1930: Ausstellung des Deutschen Künstlerbundes in Stuttgart.
- 1938: Gedächtnisausstellung im Kunsthaus Schaller Stuttgart.